# 沖ノ鳥島港湾工事事故
沖ノ鳥島港湾工事事故（おきのとりしまこうわんこうじじこ）は、2014年3月30日に、東京都小笠原村沖ノ鳥島で発生した港湾工事の事故。

## 概要
小さな岩礁である沖ノ鳥島を、国際的に排他的経済水域（Exclusive Economic Zone、略称：EEZ）や大陸棚の基点とできる「島」と主張するために、海洋法に関する国際連合条約（国連海洋法条約）第121条 第3項の「人間の居住又は独自の経済的生活を維持」ができているとの条件をみたすため、周辺海域からの開発採取した資源の一時貯蔵や荒天時の船舶の係留を目的として4つの桟橋をつなげた港湾係留施設の建設工事が進められていた。計画の存在自体は知られていたが、中国など外国の反発を懸念して工事実施自体は秘密工事として進められていた。
沖ノ鳥島において五洋建設が請け負った港湾整備事業において、長さ30メートル、幅20メートル、高さ5メートルの中央桟橋を、運搬用の台船を沈めて桟橋を浮かせた後、設置場所まで曳航する途中で桟橋がひっくり返り、作業員16人が投げ出された。事故当日に5人の死亡、2人の行方不明、4人の軽傷が確認された。行方不明になっていた2人も後に遺体で発見され、この事故による死者数は計7人となった。
国土交通省による7月2日の中間報告によれば、桟橋の補強などにより重量が設計よりも増したうえ、もともと桟橋上にあったクレーンの設置場所が中心からずれていて不安定になったことが、事故の原因となった。
2019年12月26日、横浜海上保安部などは、工事を受注した共同企業体の設計担当だった男性ら2名を業務上過失致死傷の容疑で東京地方検察庁に書類送検し、「容疑者の2名は、海上に浮かべた重さ約700トンの桟橋を曳航する際に作用する外力を正確に把握してバランスが崩れても復元するように設計することを怠って転覆を招いた」という内容の発表を行った。書類送検された2名は、一般財団法人港湾空港総合技術センターの元職員の男性と、新日鉄住金エンジニアリング（現・日鉄エンジニアリング）の男性社員である。両名は桟橋の設計や構造の検討を担当した。なお、関東地方整備局が設置した「原因究明・再発防止検討委員会」は、「桟橋の重量が設計よりも増加して不安定になり、搭載していたクレーンの位置がずれたことなどが影響し、大きく揺れて転覆につながった」という内容の報告をしている。
現在は、2029年度完成を目指して、やはり4つの桟橋と荷捌き施設を備えた、あらたな港湾施設工事が行われている。